# Scarabee
Een scarabee is een Oud-Egyptisch siervoorwerp, meest een amulet of zegel, in de vorm van een heilige pillenkever (Scarabaeus sacer). Dit diertje, dat zelf ook wel scarabee wordt genoemd, is een soort mestkever. Mestkevers verzamelen mest van herbivoren, zoals paarden en kamelen, waarin nog veel onverteerde vezels zitten. Daar draaien ze ballen van waar ze hun eieren in leggen.

## Betekenis in de Egyptische mythologie
De scarabee werd in de Egyptische mythologie als een heilig dier beschouwd. De Egyptenaren dachten dat de kevers spontaan uit mestballen ontstonden, omdat men toen nog niet wist dat de kever eieren legt in de mest en dat de larve in de mestbal verpopt en uitkomt.
In hiërogliefen staat de afbeelding van een scarabee voor de drie medeklinkers ḫpr ("cheper"), wat door egyptologen wordt vertaald als "ontstaan", "scheppen" of "transformeren".
De scarabee was verbonden met de god Chepri, van wie de naam uit dezelfde medeklinkers bestaat. Chepri was de god van de opgaande zon, die als het ware iedere dag een nieuwe zon schiep. De mestballen, die door de kevers worden gemaakt en voortgerold, werden, vanwege de ronde vorm, ook in verband gebracht met de zon, en hierdoor met Chepri.

## In de kunst
De scarabee komt in de Egyptische kunst in verschillende toepassingen voor:
- Als sieraad om de hals
- Als amulet op de borst of op het hart van een overledene
- Als herdenkingsvoorwerp voor belangrijke gebeurtenissen van farao's en koninginnen. Amenhotep III gaf een groot aantal gedenkscarabeeën uit[1]
- Als god afgebeeld in de schildering op tombes en tempels

Ook in gebieden rond de Egyptische invloedssfeer speelden de scarabeeën een rol, zoals in Kanaän of Nubië.

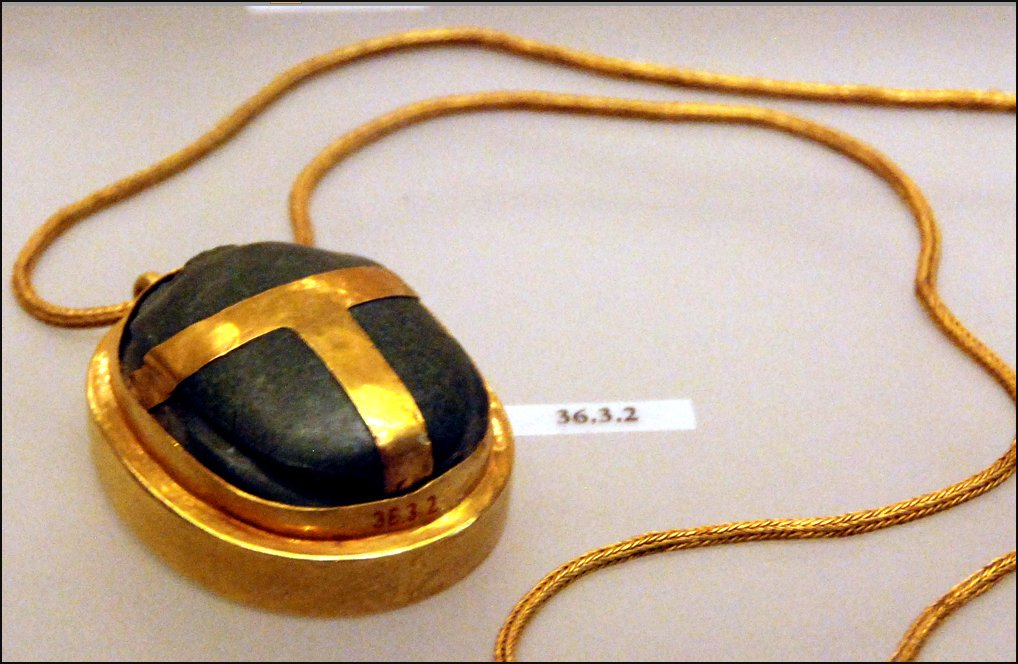
Scarabee van Hatnefer gedragen op het hart
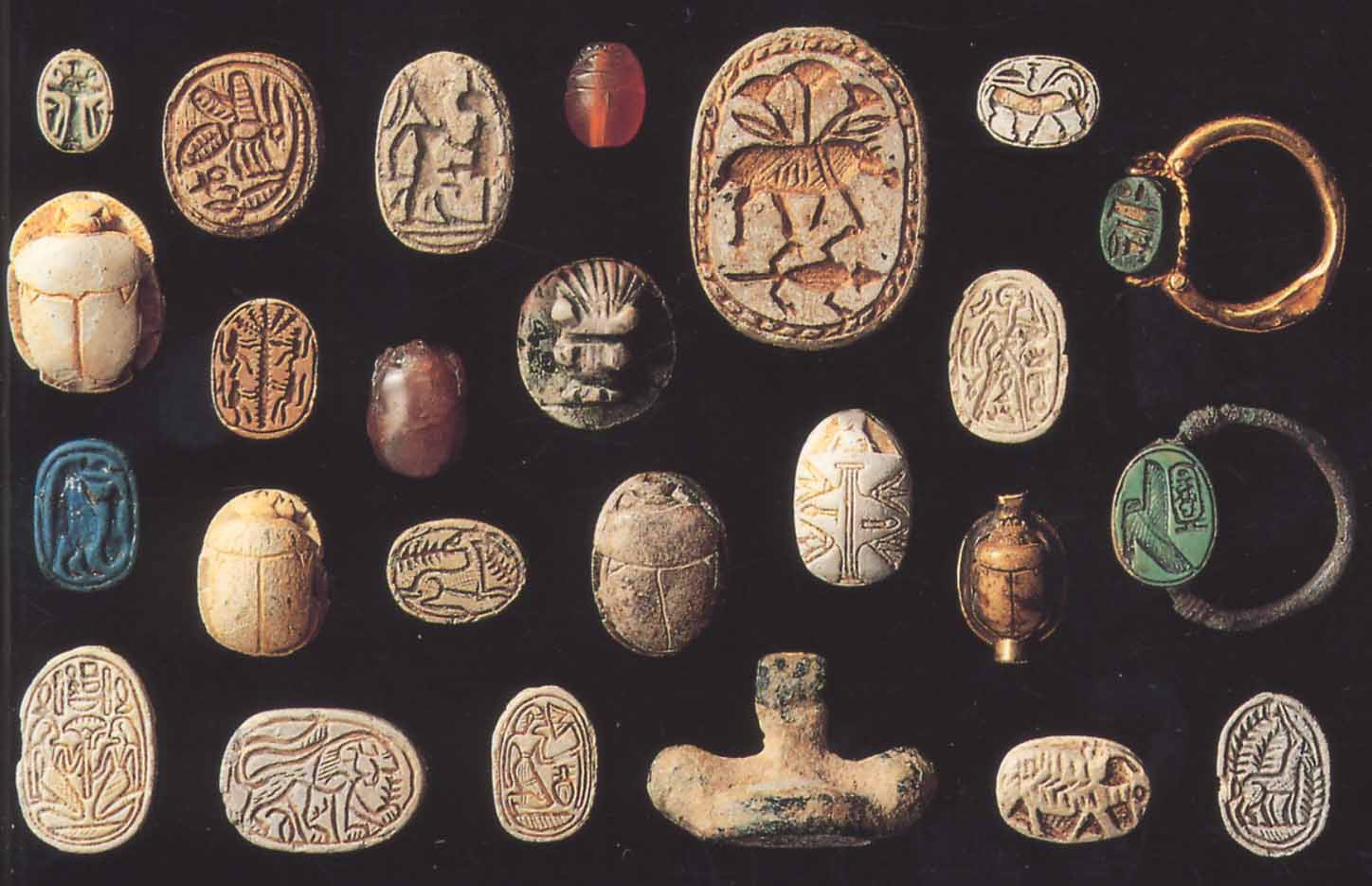
Verschillende zegels in de vorm van een scarabee
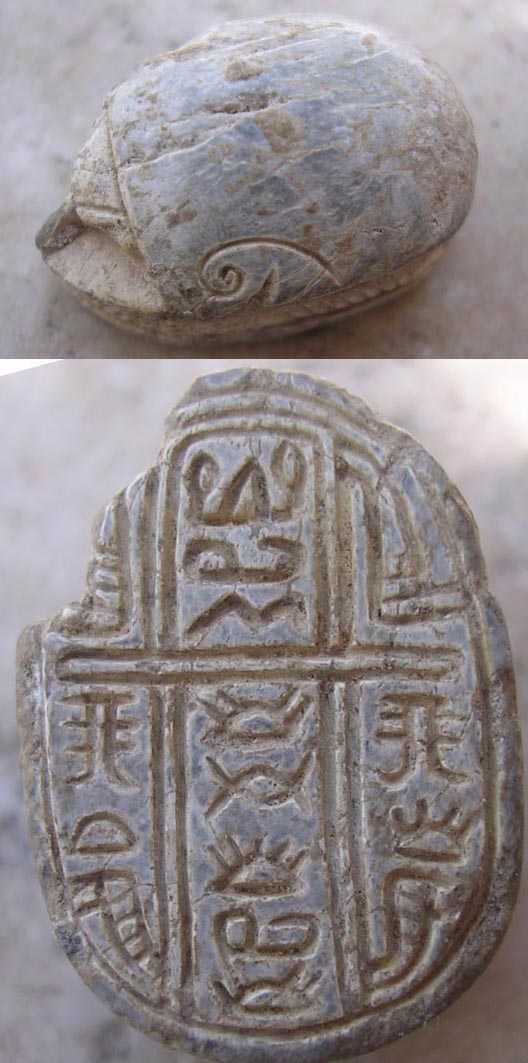
Scarabee gevonden in Fandakumiah, Samaria.
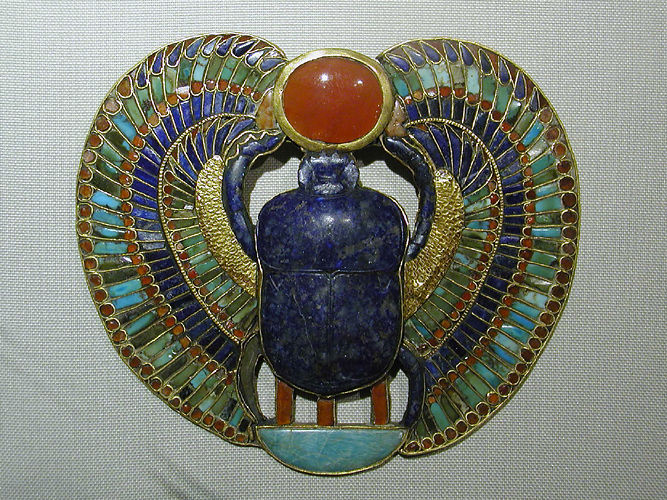
Koningsnaam van Toetanchamon als borstamulet
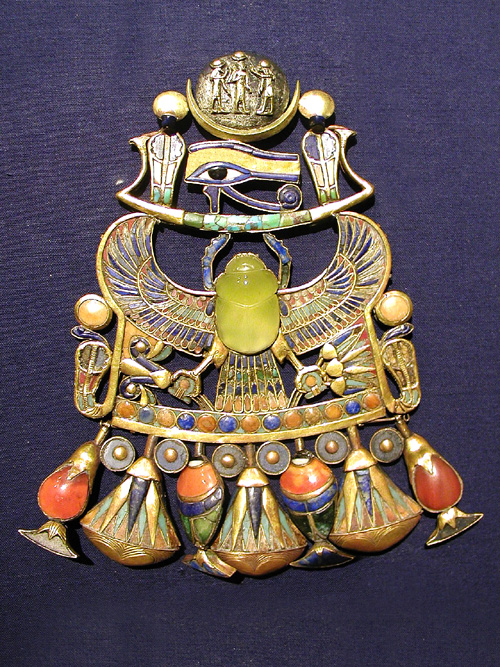
Als pectoraal of juweel van farao Toetanchamon.
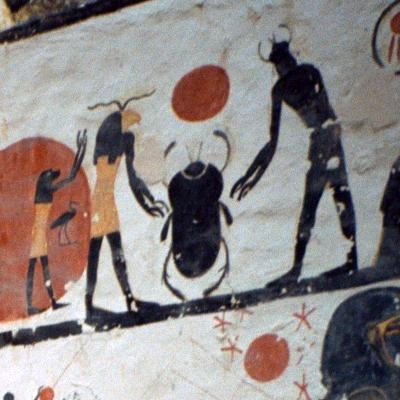
Als schildering in graf DK6
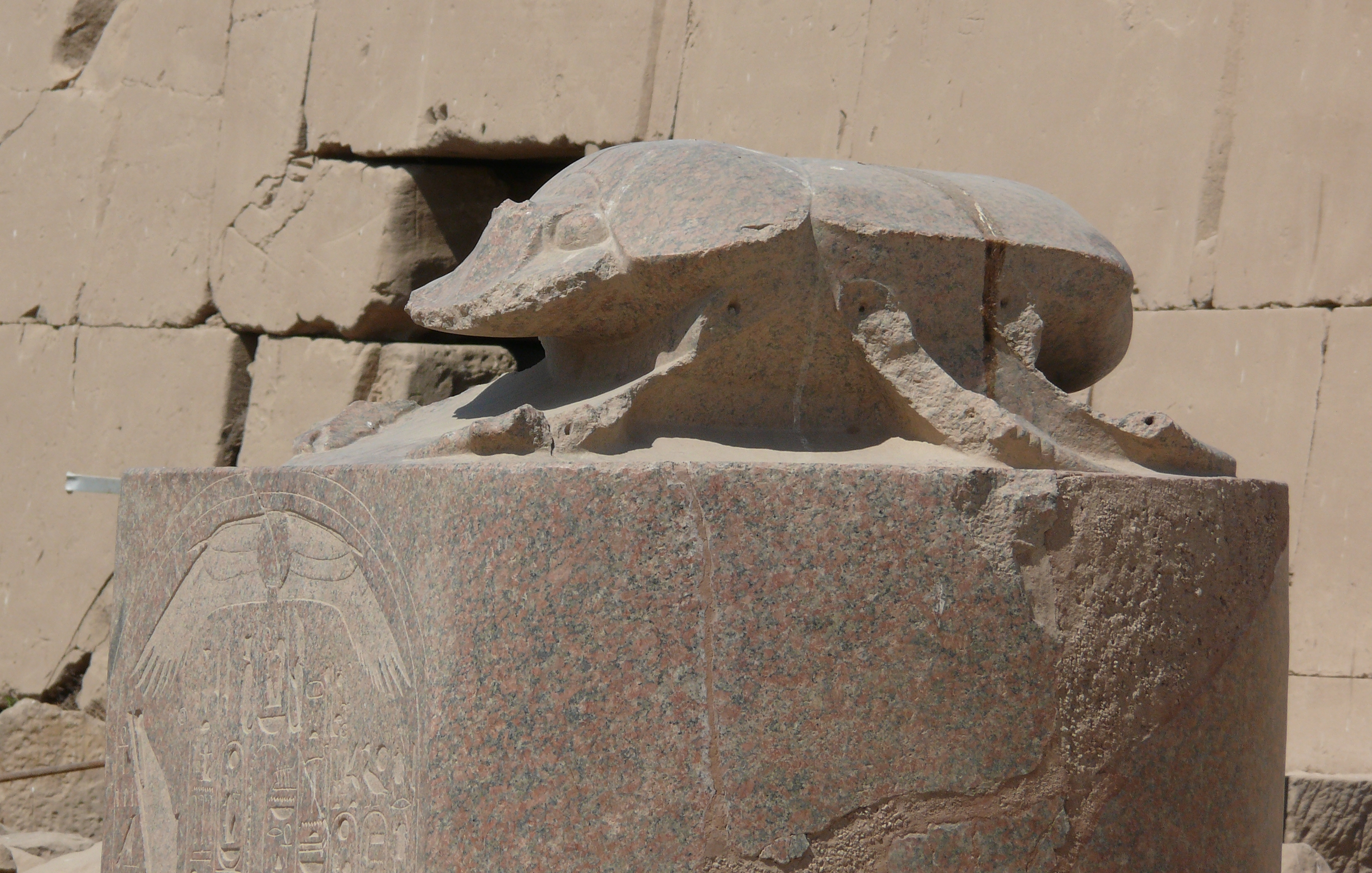
Standbeeld in Karnak